# Marco Valério Máximo Potito
Marco Valério Máximo Potito (em latim: Marcus Valerius Maximus Potitus) foi um político da gente Valéria da República Romana, eleito cônsul em 286 a.C. com Caio Élio Peto.

## Consulado (286 a.C.)
Foi eleito cônsul em 286 a.C. com Caio Élio Peto, mas só sabemos disto por causa dos Fastos Consulares. Como a segunda década da história de Lívio se perdeu, não se sabe os feitos de seu consulado. Plínio conta que o ano foi marcado pelos conflitos decorrentes da outorga da Lei Hortência pelo ditador Quinto Hortêncio no ano anterior.
É possível que tenha sido neste ano que um tribuno da plebe chamado Aquílio passou a Lex Aquilia Damno, que protegia os cidadãos romanos de certas formas de furto, vandalismo e destruição de propriedade.